# Джоко Пекик
Джоко Пекик (индон.  Djoko Pekik; 2 января 1937, Гробоган, Пурводади, Центральная Ява — 12 августа 2023) — индонезийский художник.

## Краткая биография
В 1962 году окончил Академию изобразительных искусств в Джокьякарте. Вместе с другими художниками (Амрус Наталша, Куслан Будиман, Адрианус Гумелар, Иса Хасанда и др.) входил в художественную мастерскую «Буми Тарунг» (Земля борьбы) в Джокьякарте. Был последователем художника Аффанди. На выставке 1964 г. одна из его картин вошла в пятерку лучших полотен страны.
Активно участвовал в деятельности «Общества народной культуры» (Лекра), которое находилось под эгидой Компартии Индонезии. После событий 30 сентября 1965 года был репрессирован и до 1972 года находился в заключении в тюрьме. После освобождения не мог активно заниматься живописью и зарабатывал себе на жизнь портновским делом. С конца 1980-х гг. стал выставлять свои картины на выставках: в 1989 — в США, в 1990 году — в джакартской галерее Эдвина. В 2013 году состоялась его персональная выставка в Национальной галерее, а в 2015 году — в Национальном музее Джокьякарты.
Основные темы картин художника — тяжелая жизнь трудового народа, стиль — смесь реализма и экспрессионизма. Полотна художника хранятся в Национальной галерее Индонезии и в частных коллекциях. Картина «Навязчивое преследование» (1965) имеется в фондах Государственного музея Востока. В 2019 году одну из его картин («Петрук становится раджой, а Семар — его кучером») приобрел президент Индонезии Джоко Видодо.
Умер 12 августа 2023 года в больнице Панти Рапих в Джокьякарте.

## Семья
- Супруга Тини Пурвонингсих (с 1970)